# Yusuke Yoshizaki
Yusuke Yoshizaki (吉崎 雄亮 Yoshizaki Yusuke?), född 12 juni 1981 i Shizuoka prefektur, är en japansk före detta fotbollsspelare.
Yoshizaki började sin karriär 2000 i Shimizu S-Pulse. 2002 flyttade han till Ventforet Kofu. Han spelade 14 ligamatcher för klubben. Han avslutade karriären 2002.